# 福島第一病院
福島第一病院（ふくしまだいいちびょういん）は、福島県福島市北沢又にある医療機関である。社会医療法人福島厚生会が運営を行っている。

## 沿革
- 1952年8月 - 医療法人福島厚生協会設立
- 1953年11月 - 信夫ヶ丘病院開設（40床）
- 1964年8月 - 医療法人福島厚生会に変更
- 1967年8月 - 福島厚生会病院開設（80床）
- 1972年4月 - 福島第一病院開設（93床）
- 1972年5月 - 信夫ヶ丘病院廃院
- 1977年12月 - 福島厚生会病院100床に増床
- 1989年6月 - 福島第一病院200床に増床
- 1997年3月 - 福島厚生会病院廃院。厚生会クリニック開設
- 1997年4月 - 290床に増床
- 1997年7月 - 整形外科増設
- 1998年5月 - 歯科増設
- 1999年4月 - リウマチ科増設
- 1999年5月 - 訪問介護ステーションささや開設
- 1999年9月 - 心臓血管病センター開設
- 1999年12月 - 285床へ変更
- 2000年4月 - 指定居宅介護支援事業所ささや開設
- 2001年3月 - 特定医療法人認可
- 2002年4月 - 特別医療法人認可
- 2007年7月 - 複合施設ホリスティカかまた開設
- 2008年11月 - 社会医療法人認可
- 2012年2月 - 240床へ変更

## 診療科目
| - 内科 - 呼吸器内科 - 循環器内科 - 消化器内科 - 血液内科 - 内分泌内科 - 腎臓内科 - 人工透析内科 - アレルギー疾患内科 - 外科 - 心臓血管外科 - 消化器外科 - 乳腺外科 - 肛門外科 - 整形外科 - 腫瘍外科 - 頭頸部外科 - 腹部外科 - 胆のう外科 - 胃外科 - 大腸外科 - リウマチ科 - リハビリテーション科 - 放射線科 - 歯科 - 麻酔科 |

## 関連施設
- 複合施設ホリスティカかまた[1]
  - 介護老人保健施設ホリスティカかまた
  - 指定居宅介護支援事業所かまた
  - 指定通所リハビリテーション
  - 厚生会クリニック
  - 健康想像館ホリスティカ
- 社会福祉法人慈仁会星風苑[2]
- 介護付き有料老人ホームシャローム
- 介護付き有料老人ホームあいらの杜
- 訪問介護ステーションささや[3]
- すばる保育園[4]

## 認定・指定
- 日本循環器学会認定循環器専門医研修関連施設
- 日本外科学会外科専門医制度修練施設関連施設
- 日本整形外科学会研修施設
- 日本リウマチ学会教育施設
- 日本外科学会外科専門医制度関連施設
- 三学会構成心臓血管外科専門認定機関施設
- 日本アレルギー学会認定教育施設
- 日本胸部外科学会指定関連施設
- 下肢静脈瘤に対する血管内レーザー焼灼術の実施基準による実施施設
- 臨床研修病院指定
- 救急病院認定申請
- マンモグラフィ検診施設画像認定施設（マンモグラフィ検診精度管理委員会）
- 日本脈管学会認定研修指定施設
- 日本抗加齢医学会認定医療施設

## 交通アクセス
- 福島交通飯坂線上松川駅、笹谷駅より徒歩5分